# Chen Zhong
Chen Zhong (pinyin:Chén Zhōng), född 22 november 1982 i Jiaozuo, Henan, är en kinesisk taekwondoutövare.
Hon tog OS-guld i tungviktsklassen i samband med de olympiska taekwondo-turneringarna 2000 i Sydney.
Vid de olympiska taekwondo-turneringarna fyra år senare i Aten tog hon OS-guld igen i samma viktklass.

## Biografi
Chen Zhong blev utbildad på Beijing Sport University. Innan hon började att träna taekwondo 1995 spelade hon basket i 4 år på Jiaozuo Amateur Sport School. 1997 valdes hon till Kinas nationella taekwondoteam. 2000 graderade hon från Athletic Sport School to Beijing Sport University och främjades studera på Beijing Sport University.